# سام إيفانز (لاعب كريكت)
سام إيفانز (20 ديسمبر 1997 بليستر في المملكة المتحدة - ) (بالإنجليزية: Sam Evans)‏ هو لاعب كريكت بريطاني. لعب مع نادي مقاطعة ليسترشاير للكريكت ‏ وLoughborough MCC University ‏.

## وصلات خارجية
- سام إيفانز على موقع إي آس بي آن كريك إنفو (الإنجليزية)